# Яндаши
Янда́ши (чув. Янташ) — деревня в Шумерлинском районе Чувашской республики. До 2021 года входила в состав Ходарского сельского поселения до его упразднения.

## География
Находится в западной части Чувашии на расстоянии приблизительно 17 км на северо-восток по прямой от районного центра города Шумерля.

## История
Известна с 1795 года, когда здесь было учтено 32 двора и 132 жителя. В 1869 году здесь учтено 378 жителей, в 1897 — 83 двора и 591 житель, в 1926—170 и 797 соответственно, в 1939 894 жителя, в 1979 698 человек. В 2002 году отмечено 165 дворов, в 2010 105 домохозяйств. В советское время работал колхоз «Комбайн», позднее СХПК им. Ленина.

## Население
Население составляло 342 человека (чуваши 100 %) в 2002 году, 345 в 2010.